# Linia kolejowa 27 Lepsény – Veszprém
Linia kolejowa Lepsény – Veszprém – drugorzędna linia kolejowa na Węgrzech. Jest to linia jednotorowa, w większości niezelektryfikowana, jedynie na odcinku Hajmáskér – Veszprém jest zasilana prądem zmiennym 25 kV 50 Hz.

## Historia
Linia została otwarta w 1895 roku.